# NGC 2207
La galaxia más grande de la imagen de la izquierda es NGC 2207 y la más pequeña a la derecha es IC 2163. Fuertes fuerzas de marea de NGC 2207 han distorsionado la forma arrojando a las estrellas y gas en largas cintas de estiramiento cabo de cien mil años luz hacia el borde derecho de la imagen
NGC 2207 e IC 2163 son un par de galaxias espirales interactuando alrededor de 80 millones de años luz de distancia en la constelación de Canis Major. Ambas galaxias fueron descubiertas por John Herschel en 1835. Hasta el momento tres supernovas han sido observados en NGC 2207 ( SN 1975a, SN 1999ec y SN 2003h ) .

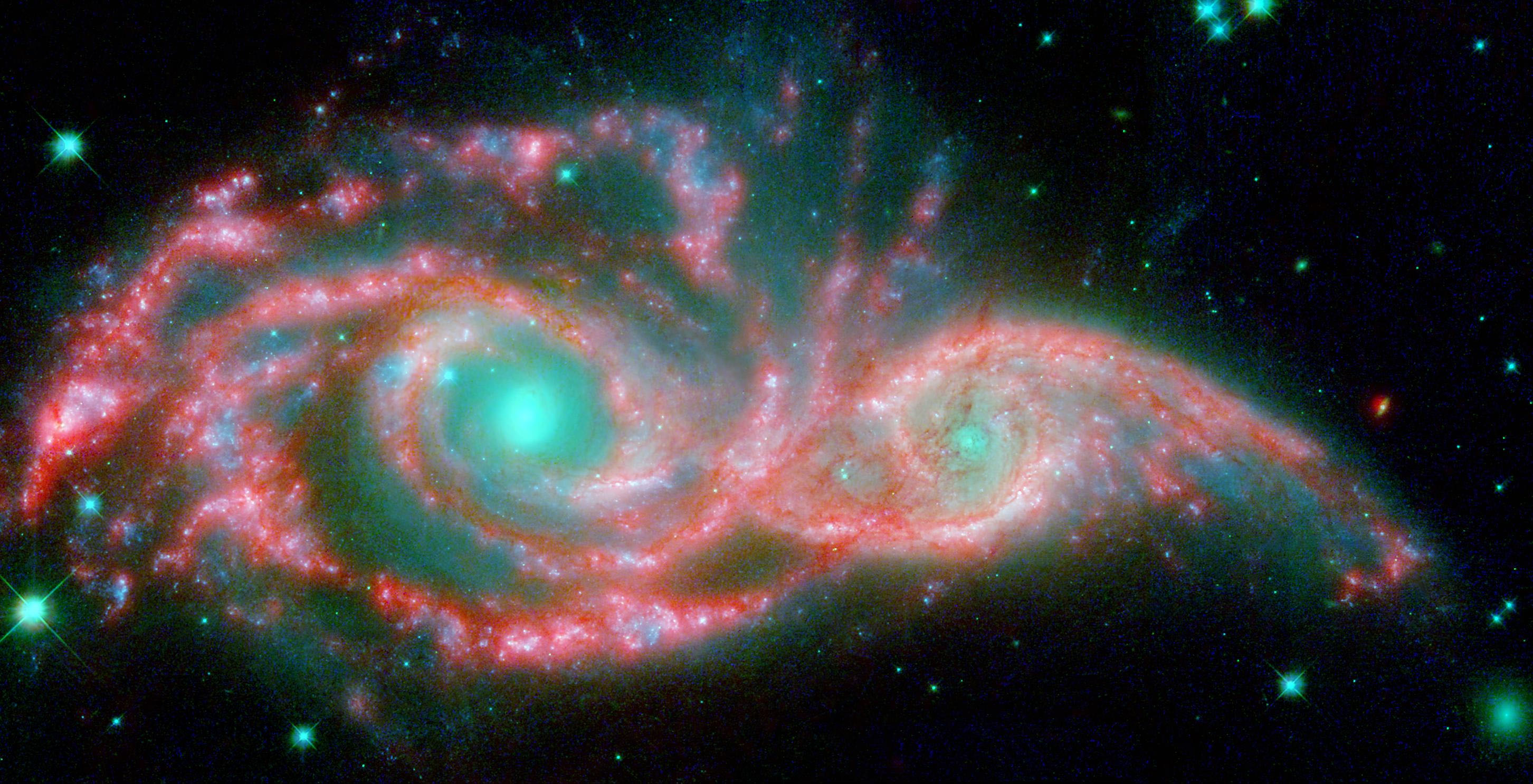
Una imagen en infrarrojos por el Spitzer de NGC 2207 e IC 2163.
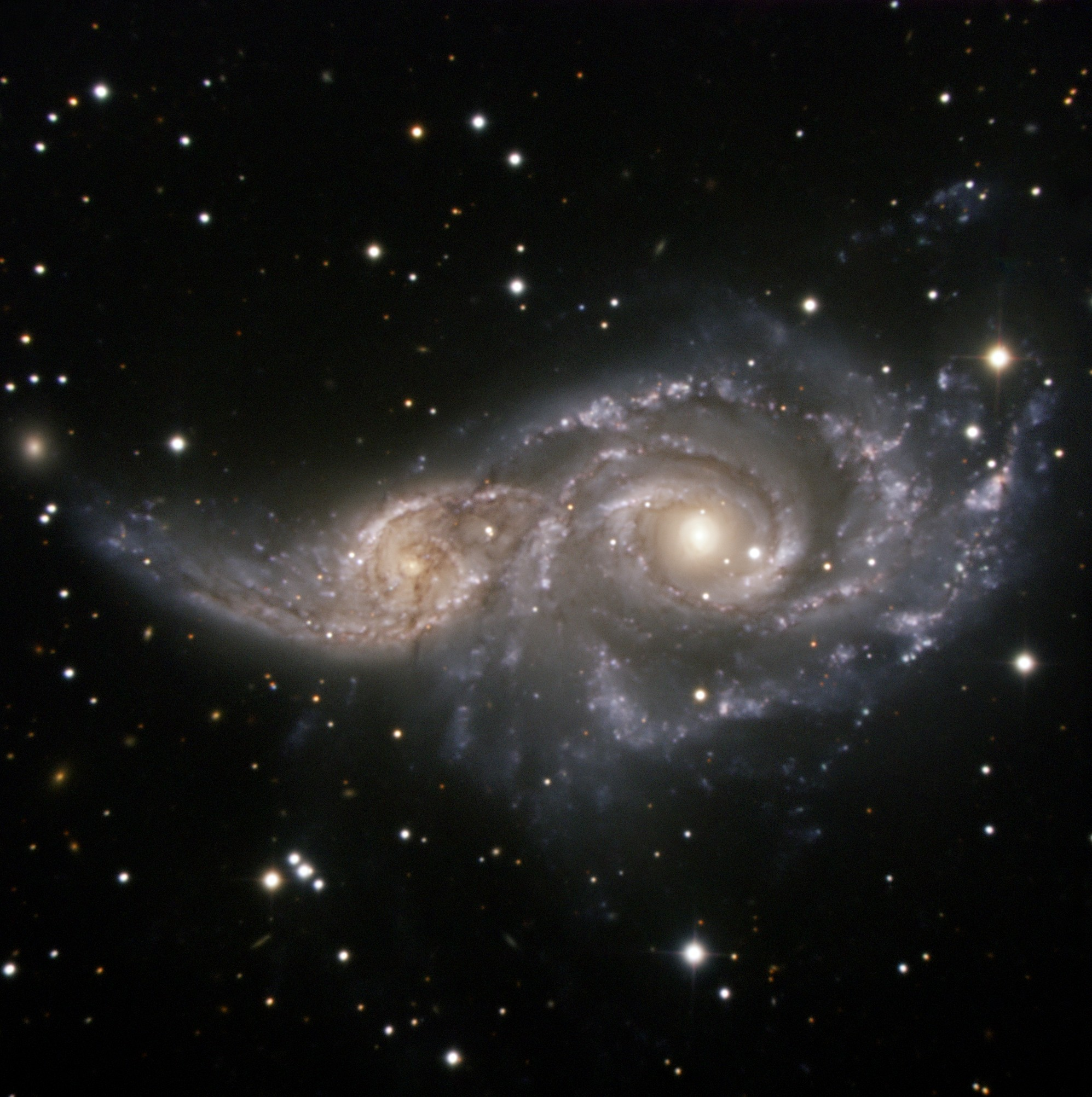
Una imagen del ESO  de NGC 2207 e IC 2163.

En noviembre de 1999, el Telescopio Espacial Hubble tomó un vistazo a estas galaxias.
En abril de 2006, el Telescopio Espacial Spitzer también echó un vistazo a estas galaxias.
- Datos: Q5028933
- Multimedia: NGC 2207 / Q5028933